# Apogonia akikoae
Apogonia akikoae är en skalbaggsart som beskrevs av Kobayashi 2009. Apogonia akikoae ingår i släktet Apogonia och familjen Melolonthidae. Inga underarter finns listade i Catalogue of Life.